# 特普利采足球俱樂部
特普利采足球俱樂部（捷克語：FK Teplice）是捷克的一家足球俱樂部。主場設在特普利采。
该俱乐部于1945年二战后成立。俱乐部成立后仅用三年时间就晋级捷克斯洛伐克足球甲级联赛，此后长期征战甲级联赛和乙级联赛。在天鹅绒革命后，俱乐部在捷克足球乙级联赛中比赛，直到1996–97年重返顶级联赛。
特普利采在1998–99年捷克甲级联赛中获得亚军，得以参加1999–2000年欧洲冠军联赛预选赛第三轮，但在首场比赛中即0-2负于多特蒙德。
俱乐部在2003年赢得捷克杯冠军，得以参加2003–04年歐洲足協盃，并在前两轮比赛中击败了凯泽斯劳滕和费耶诺德，但在第三轮比赛中负于凯尔特人。
在2004-05赛季，球队获得了捷克甲级联赛第三名，与第二名布拉格斯拉维亚的积分相同。这一成绩使他们得以参加2005–06年欧洲联盟杯。特普利采在预选赛第二轮中战胜了明斯克柏迪遜足球會，但在正式比赛第一轮即以第一回合1-1、第二回合0-2的成绩负于西班牙人。
在2007-08赛季，该队在捷克甲级联赛中获得第五名，从而取得2008年国际托托杯的参赛资格。然而他们在第一场比赛中即以第一回合1-3、第二回合2-0的成绩，因客场进球优势原因负于布達佩斯捍衛者。
2009年，特普利采再次赢得捷克杯冠军，再次获得了参加新成立的欧洲联赛的资格，但在首场比赛中即以2-3的总比分不敌特拉维夫哈普尔。

## 榮譽
- 捷克盃
  - 冠軍: 2002–03, 2008–09
- 捷克甲組足球聯賽
  - 亞軍: 1998–99

## 外部連結
- 官方网站
- UEFA's FK Teplice site （页面存档备份，存于）